# Княжинский, Александр Леонидович
Александр Леонидович Княжинский (24 января 1936, Москва — 14 июня 1996, Москва) — советский кинооператор. Народный артист Российской Федерации (1992).

## Биография
В 1960 году окончил операторский факультет ВГИКа (мастерская Бориса Волчека). Работал оператором на Свердловской киностудии, оператором-постановщиком на «Беларусьфильме», с 1965 года работал на студии «Мосфильм». С 1989 года преподавал операторское мастерство во ВГИКе.
Был одним из близких друзей Геннадия Шпаликова, который посвятил ему стихотворение «Ударил ты меня крылом…».
Был первым президентом Гильдии операторов кино и телевидения с 1989 по 1996 годы.
Супруга — Татьяна Александровская, заместитель директора съёмочной группы «Мосфильма»
Скончался 14 июня 1996 года в Москве, похоронен на Кунцевском кладбище.

## Фильмография
- 1964 — «Письма к живым» (совместно с М.  Ардабьевским, реж. Валентин Виноградов)
- 1965 — «Город мастеров» (совместно с М. Ардабьевским, реж. Владимир Бычков)
- 1965 — «Я родом из детства» (реж. Виктор Туров)
- 1971 — «Ты и я» (реж. Лариса Шепитько)
- 1973 — «Города и годы» (реж. Александр Зархи)
- 1974 — «Осень» (реж. Андрей Смирнов)
- 1975 — «Повторная свадьба» (реж. Георгий Натансон)
- 1976 — «Подранки» (реж. Николай Губенко)
- 1977 — «Враги» (реж. Родион Нахапетов)
- 1977 — «Право первой подписи» (реж. Владимир Чеботарёв)
- 1979 — «Сталкер» (реж. Андрей Тарковский)
- 1980 — «Из жизни отдыхающих» (реж. Николай Губенко)
- 1981 — «Кольцо из Амстердама» (реж. Владимир Чеботарёв)
- 1983 — «Если верить Лопотухину» (реж. Михаил Козаков)
- 1984 — «Пеппи Длинныйчулок» (реж. Маргарита Микаэлян)
- 1989 — «Жизнь по лимиту» (реж. Алексей Рудаков)
- 1990 — «Закат» (реж. Александр Зельдович)
- 1990 — «Мир в другом измерении» (выступил также как сорежиссёр)
- 1992 — «Женщина в море» (реж. Вячеслав Криштофович)

## Признание и награды
- Заслуженный деятель искусств РСФСР (1980)
- Народный артист Российской Федерации (31 декабря 1992) - за большие заслуги в области киноискусства[3]

## Публикации
- Aлександр Княжинский: «Скажи, зачем без цели бродишь?..» Из дневника. Искусство кино (июль 1999). Дата обращения: 17 февраля 2013. Архивировано 26 февраля 2013 года.
- Aлександр Княжинский: «Нельзя научить, можно только научиться». Искусство кино (июль 1999). Дата обращения: 17 февраля 2013. Архивировано 26 февраля 2013 года.
- Александр Княжинский: «Не знаю, что такое эстетство» // Смена : журнал. — 1990. — № 9. — С. 98—111.